# Rajawali
Rajawali is een bestuurslaag in het regentschap Jambi van de provincie Jambi, Indonesië. Rajawali telt 7539 inwoners (volkstelling 2010).